# Codogno
Codogno est une commune italienne de la province de Lodi dans la région Lombardie en Italie. 

## Histoire

### Époque moderne

#### XIXesiècle
Le général suisse Amédée Laharpe ("Amédée de La Harpe" avant la Révolution), servant sous les ordres de Bonaparte lors de la 1re campagne d'Italie, meurt le 10 mai 1796 à Codogno : il est pris pour un ennemi par des sentinelles françaises alors qu'il revient d'une reconnaissance à l'intérieur des lignes ennemies. Son nom sera inscrit sous l'Arc de Triomphe.

### Époque contemporaine
En février 2020, le nombre de personnes contaminées par le coronavirus SARS-CoV-2 explose en Italie, en faisant le pays d'Europe le plus touché par l'épidémie de COVID-19 commencée en Chine en 2019. Le 23 février 2020, le nombre de personnes infectées dépasse la centaine - au moins 115 cas dont 89 pour la seule Lombardie -  dont trois en sont alors décédées. Codogno et la ville voisine de Casalpusterlengo sont alors le centre italien de l'épidémie, (aucune d'elles n'est cependant la ville qui souffre le plus de la pandémie). Le 23 février, Codogno et dix communes alentour sont placées en quarantaine, ce qui confine 52 000 personnes. Les mesures de quarantaine seront levées courant mars, alors que tout le nord de l'Italie est touché par la pandémie, rendant l'isolement de Codogno en particulier inutile. En 35 jours, 125 personnes meurent dans la ville, contre une cinquantaine sur cette période de temps hors-épidémie, ce qui fait un taux de mortalité 3 fois plus élevé qu'à l'épidémie. Durant l'épidémie, la salle des fêtes de la ville est reconvertie en usine de produits désinfectants, et toute l'économie locale est réorientée dans la lutte contre le covid-19.

## Administration
| Période                                  | Période  | Identité            | Étiquette                     | Qualité |
| ---------------------------------------- | -------- | ------------------- | ----------------------------- | ------- |
| 1996                                     | 2006     | Adriano Croce       | Forza Italia                  |         |
| 2006                                     | 2011     | Emanuele Dossena    | Il Popolo della Libertà       |         |
| 2011                                     | 2016     | Vincenzo Ceretti    | liste civique (centre gauche) |         |
| 2016 (réélu en 2021)                     | En cours | Francesco Passerini | Ligue du Nord                 |         |
| Les données manquantes sont à compléter. |          |                     |                               |         |

### Hameaux
Maiocca, Triulza

### Communes limitrophes
Casalpusterlengo, Castelgerundo, Maleo, Somaglia, Fombio, San Fiorano, Terranova dei Passerini

## Jumelages
- Solagna (Italie)

## Personnages liés à la commune
- Girolamo Belloni (1688–1760), banquier et économiste, né à Codogno
- Giuseppe Elena (1801-1867), peintre et graveur, né à Codogno
- Rino Fisichella (1951-), archevêque, président du conseil pontifical pour la nouvelle évangélisation depuis juin 2010
- Luigi Negri (1956-), membre de la Ligue du Nord (LN), et député de 1992 à 2001
- Maurizio Milani (1961-), acteur, humoriste et écrivain